# キホオアメリカムシクイ
キホオアメリカムシクイ（Dendroica chrysoparia）は、スズメ目アメリカムシクイ科に分類される鳥類。

## 分布
アメリカ合衆国（テキサス州）、グアテマラ、ニカラグア、ホンジュラス、メキシコ
夏季にテキサス州で繁殖し、冬季になるとグアテマラ、ニカラグア、ホンジュラス、メキシコへ南下し越冬する。

## 形態
全長14cm。喉は黒い羽毛で覆われる。
幼鳥は上面が淡褐色の羽毛で覆われる。
オスの成鳥は上面や胸部が黒い羽毛で覆われる。腹部や尾羽基部の下面（下尾筒）は白い羽毛で覆われ、体側面に黒い縦縞が入る。眼上部の眉状の斑紋（眉斑）や耳羽は黄色で、嘴の基部から眼を通り後頭部へ続く黒い筋模様（過眼線）が入る。翼は黒い羽毛で覆われ、中雨覆や大雨覆の羽縁は白い。メスの成鳥は上面が緑褐色の羽毛で覆われ黒い縦縞が入る。過眼線は暗灰色で、喉には白い斑点が入る。翼は黒褐色の羽毛で覆われ、羽縁は緑褐色。

## 生態
繁殖地ではヨウシュネズが交じる低木林、越冬地では松林や混交林に生息する。越冬地では他種と混群を形成する。
食性は動物食で、主に昆虫類を食べる。森林内の樹冠や中層で樹上を移動したり飛翔しながら獲物を捕食する。
繁殖形態は卵生。低木の樹上に樹皮やクモの糸、草、毛などを組み合わせたお椀状の巣を作り、1回に3-5個（主に4個）の卵を産む。コウウチョウに托卵の対象とされることもある。

## 人間との関係
開発による生息地の破壊、コウウチョウによる托卵の増加などにより生息数は減少している。1974年における生息数は約15,000羽と推定されているが、1992年における生息数は2,200-4,600羽と推定されている。